# The Lost Tracks of Danzig
The Lost Tracks of Danzig to dwupłytowy album kompilacyjny amerykańskiego zespołu Danzig. Wydany 29 maja 2007 roku. Zawiera rzadkie i niepublikowane dotąd nagrania powstałe w latach 1988–2004 podczas sesji nagraniowych poszczególnych albumów zespołu.

## Lista utworów

### CD 1
1. "Pain is Like an Animal" – 3:46
2. "When Death had no Name" (wersja z 1988 roku) – 5:34
3. "Angel of the Seventh Dawn" – 4:41
4. "You Should be Dying" – 4:17
5. "Cold, Cold Rain" – 4:29
6. "Buick McKane" (cover T. Rex) – 4:23
7. "When Death had no Name" (wersja z 1992 roku) – 5:21
8. "Satans Crucifiction" – 3:45
9. "The Mandrake's Cry" – 3:18
10. "White Devil Rise" – 4:41
11. "Come to Silver" (wersja akustyczna) – 3:22
12. "Deep" – 3:51
13. "Warlok" – 3:55

### CD 2
1. "Lick the Blood off my Hands" – 4:36
2. "Crawl Across your Killing Floor" – 6:50
3. "I Know your Lie" – 3:45
4. "Caught in My Eye" (cover The Germs) – 4:14
5. "Cat People" (cover Davida Bovie) – 5:28
6. "Bound by Blood" – 5:26
7. "Who Claims the Soulless" – 3:35
8. "Malefical" – 4:51
9. "Soul Eater" – 3:43
10. "Dying Seraph" – 5:22
11. "Lady Lucifera" – 3:49
12. "Under Belly of the Beast" – 4:06
13. "Unspeakable Shango Mix" – 3:55

## Twórcy
- Glenn Danzig – śpiew, instrumenty klawiszowe
- John Christ – gitara prowadząca
- Todd Youth – gitara prowadząca
- Mark Chaussee – gitara prowadząca
- Tommy Victor – gitara prowadząca
- Jerry Cantrell – gitara akustyczna
- Eerie Von – gitara basowa
- Josh Lazie – gitara basowa
- Howie Pyro – gitara basowa
- Jerry Montano – gitara basowa
- Chuck Biscuits – perkusja
- Joey Castillo – perkusja
- Bevan Davies – perkusja
- Joseph Bishara – instrumenty klawiszowe i programowanie

## Wideografia
- "Crawl Across your Killing Floor" - 2007